# Arsenal F.C. mùa giải 2003–04
Mùa giải 2003-2004 là mùa giải thứ 106 trong lịch sử câu lạc bộ Arsenal. Mùa giải bắt đầu vào ngày 1 tháng 7 năm 2003 và kết thúc vào ngày 30 tháng 6 năm 2004, bao gồm cả các trận đấu từ tháng 5 đến tháng 8. Mùa giải năm trước Pháo thủ chỉ đạt được danh hiệu FA Cup và đứng vị trí á quân tại Premier League, để chức vô địch năm đó rơi vào tay Manchester United. Câu lạc bộ kết thúc chiến dịch Premier League mà không có một thất bại nào - kỷ lục 26 trận thắng và 12 trận hòa. Nửa đầu mùa giải năm sau, Arsenal bị loại ở bán kết hai giải đấu là FA Cup bởi M.U và League Cup bởi Middlesbrough, cũng như bị Chelsea loại ở tứ kết UEFA Champions League.
Arsenal dường như hoạt động rất ít trong suốt kì chuyển nhượng mùa hè đầu mùa, do nhu cầu tài chính hạn chế của câu lạc bộ để xây dựng sân vận động mới. Bản hợp đồng mùa hè đầu tiên của đội bóng là thủ môn Jens Lehmann với mức phí 1.5 triệu bảng. Tiền đạo José Antonio Reyes sau đó đã được mua trong kì chuyển nhượng mùa đông. Arsenal đã giữ lại tất cả các trụ cột tốt nhất của mình, cũng như thành công trong việc gia hạn hợp đồng với tiền vệ phòng ngự Patrick Viera và tiền vệ tấn công Robert Pires. Arsenal được các đối thủ đánh giá là có sự chuẩn bị kĩ lưỡng nhất trước khi mùa giải khởi tranh, cùng với Manchester United và đại gia mới nổi Chelsea của tỷ phú người Nga Roman Abramovich.
Một khởi đầu suôn sẻ đã giúp Arsenal leo lên ngôi đầu bảng sau 4 trận đấu. Trận hòa quả cảm của Pháo thủ trước Manchester United vào tháng 9 đã đánh dấu một kỷ niệm không lấy gì là đẹp đẽ: một vài cầu thủ của Arsenal đã bị phạt bởi Liên Đoàn Bóng Đá Anh (FA) sau cáo buộc dính líu tới cuộc ẩu đả xảy ra ở cuối trận đấu. Trong tháng 11, Arsenal đánh bại Dynamo Kyiv với tỉ số tối thiểu và ấn tượng hơn cả là nã năm bàn thắng vào lưới Inter ngay tại San Siro - hai trận đấu mở màn của họ ở Champions League. Vào đầu mùa giải, Pháo thủ đã giành chiến thắng tới 9 trận liên tiếp để củng cố ngôi đầu bảng. Nhưng đến tháng 4, họ đều thất trận ở cả Champions League và FA Cup, nhưng cuối tháng đã trở thành nhà tân vô địch của Premier League sau trận hòa 2-2 với kình địch cùng thành phố Tottenham Hotspur.
Trong 34 cầu thủ khác nhau đại diện cho các câu lạc bộ ở Premier League có tới 15 chân sút xuất sắc. Tay săn bàn hàng đầu của Arsenal trong năm thứ 3 liên tiếp lại là Thierry Henry, người đã ghi 39 bàn thắng sau 51 lần ra sân. Cầu thủ người Pháp đã được trao giải "Cầu thủ xuất sắc nhất năm của PFA" bởi các đồng nghiệp và danh hiệu "Cầu thủ xuất sắc nhất năm của FWA" của các nhà báo thể thao. Mặc dù Arsenal không thành công trong việc thâu tóm các danh hiệu, sự thống trị của họ trong giải đấu năm đó là một thành tựu độc nhất vô nhị. Họ đã mua lại biệt danh "The Invincibles", giống như thành tích bất bại của Preston North End từng làm được trong lịch sử bóng đá Anh. Arsenal đã được trao một bản sao của chiếc cúp vàng Premier League khi mùa giải kết thúc mà họ vẫn bất bại 49 trận - một kỷ lục vô tiền khoáng hậu. Trong năm 2012, đội hình của Arsenal 2003-2004 đã thắng giải "Đội hình tiêu biểu nhất" trong Lễ trao giải Premier League tròn 20 mùa.

## Bối cảnh

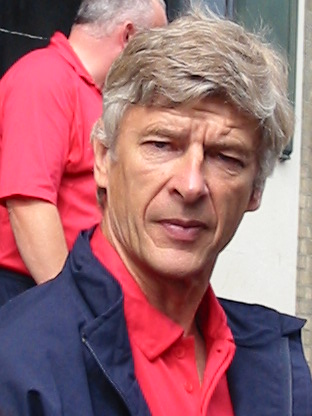
Arsène Wenger, thuyền trưởng câu lạc bộ Arsenal

Arsenal chỉ giành được vị trí á quân ở Premier League mùa giải trước sau khi hụt hơi so với Manchester United trong mười tuần cuối cùng của mùa giải. Tuy nhiên Pháo thủ vẫn giữ lại được chiếc Cúp FA với chiến thắng 1-0 trước Southampton. Sau những thành tích như vậy ở mùa giải 2002-03, Arsène Wenger vẫn cho rằng đội bóng đã có thể có một mùa giải bất bại trên mọi đấu trường: "Để làm được chiến tích mà AC Milan đã từng làm được trước đây không phải điều bất khả thi, nhưng tôi chẳng hiểu sao phát ngôn như vậy lại gây sốc cho mọi người. Bạn có từng nghĩ rằng liệu Manchester United, Liverpool hay Chelsea không mơ ước như vậy? Chắc chắn là họ có. Họ chỉ không dám nói ra điều đó vì nghĩ điều nó viển vông, nhưng thực sự chẳng có gì là viển vông cả bởi chúng ta biết rằng mọi thứ đều có thể xảy ra trong bóng đá." Chỉ một tháng sau phát biểu của huấn luyện viên Wenger, Pháo thủ đã nhận thất bại trước Everton khi cầu thủ tuổi teen Wayne Rooney ghi bàn thắng quyết định trận đấu, qua đó chấm dứt chuỗi 30 trận bất bại của đội bóng. Tháng 2 năm 2003, Arsenal giành được 5 điểm để xóa ngôi đầu bảng của M.U nhưng họ đã để mất hai cầu thủ trụ cột vì lý do chấn thương, trong khi đội trưởng Patrick Vieira không đạt được thể trạng tốt nhất. Sau trận hòa trong tháng 4 cùng với thất bại muối mặt trước Leeds United trên sân nhà gần như đã dập tắt mọi hi vọng vô địch của Arsenal. Song ông Wenger đã bác bỏ những ý kiến của các phương tiện truyền thông rằng mùa giải của họ đã thất bại và nói:
"Tất nhiên chúng tôi muốn vô địch giải đấu, nhưng tôi nghĩ rằng thử thách lớn nhất cho các đội muốn vô địch đó là sự ổn định và chúng tôi đã gần như có được nó. Chúng tôi để chức vô địch rơi vào tay một đội bóng (M.U) kiếm tiền hơn chúng tôi lợi nhuận 50% mỗi năm - năm ngoái họ đã mua một cầu thủ trị giá tới 30 triệu bảng sau khi mất chức vô địch. Họ sẽ làm những điều tương tự vào năm tới và chỉ có phép màu mới giúp chúng tôi đủ sức đối đầu với họ."

Ở mùa giải gần đây, Chelsea đã được bán cho tỷ phú dầu lửa người Nga Roman Abramovich với giá trị £140 triệu bảng, một sự tiếp quản câu lạc bộ lớn nhất từng có trong lịch sử bóng đá Anh. Chủ tịch của Arsenal lúc đó David Dein đã từng mỉa mai rằng Abramovich đã "đỗ chiếc xe tăng Nga của mình trên thảm cỏ của chúng tôi và bắn vào chúng tôi những tờ ghi chú 50 bảng", Abramovich còn được cho là muốn có sự phục vụ của tiền đạo Thierry Henry khi sẵn sàng đặt mức giá cao để trả cho đội bóng cùng một lúc.
| Nguồn                     | Vị trí  |
| ------------------------- | ------- |
| The Guardian              | Thứ 3   |
| Guardian Unlimited        | Vô địch |
| The Independent           | Thứ 3   |
| The Independent on Sunday | Thứ 5   |
| The Observer              | Vô địch |
| The Sunday Times          | Thứ 3   |
| Sunday Tribune            | Thứ 2   |

Hoạt động chuyển nhượng mùa hè của Arsenal tương đối yên tĩnh, một phần là do sự khó khăn về mặt tài chính với dự án xây sân vận động mới của đội bóng. Đội bóng chỉ có thể giữ chân các trụ cột trong đội hình chính khi đàm phán thành công hợp đồng mới với tiền vệ Patrick Vieira và tiền vệ cánh Robert Pires. Thủ môn người Đức Jens Lehmann là sự bổ sung chất lượng cho vị trí chốt chặn trong khung thành thay thế cho David Seaman đã chuyển sang gia nhập Manchester City. Hậu vệ người Ukraina Oleh Luzhnyi đã kết thúc hợp đồng bốn năm với câu lạc bộ bằng cách chuyển đến Wolverhampton Wanderers theo dạng chuyển nhượng tự do, trong khi tiền đạo Graham Barrett gia nhập Coventry City. Tiền đạo Francis Jeffers sau khi không tìm được cho mình một suất đá chính đã gia nhập đội bóng cũ Everton với một bản hợp đồng cho mượn dài hạn. Giovanni van Bronckhort cũng chuyển sang Barcelona với bản hợp đồng tương tự để chuẩn bị một cuộc chia tay vĩnh viễn với đội bóng vào cuối mùa. Một số tài năng trẻ đã được mua lại từ các học viện ở nước ngoài, cụ thể là Gaël Clichy từ Cannes và Johan Djourou (trước đây vốn thuộc sở hữu của Étoile Carouge). Tháng 1 năm 2004, Arsenal đã ký hợp đồng với tiền đạo người Tây Ban Nha José Antonio Reyes từ Sevilla và trong tháng tư đã đạt thỏa thuận mượn cầu thủ Hà Lan Robin van Persie từ Feyenoord.